# Guess who?
El Guess who? (qui és?) és un joc de taula infantil per a dos jugadors creat per Ora i Theo Coster i fabricat Milton Bradley i, després que MB fos adquirit per Hasbro, per aquesta darrera firma. L'objectiu és endevinar la identitat secreta que amaga l'adversari, triada a l'atzar entre unes cartes que representen rostres humans amb un punt de caricatura. Al seu torn, cada jugador pot fer una pregunta, que l'altre només pot respondre amb un sí o un no. Segons la lògica, es van descartant possibles identitats abaixant les fitxes que representen els possibles rostres que surten a les cartes. Guanya qui endevina abans quina és la carta secreta del contrari.